# Cobi Crispin
Cobi Crispin (nascida em 22 de dezembro de 1988) é uma atleta paralímpica australiana que compete na modalidade basquetebol em cadeira de rodas, medalhista de prata na Paralimpíada de Londres, em 2012, além de bronze em Pequim, em 2008.

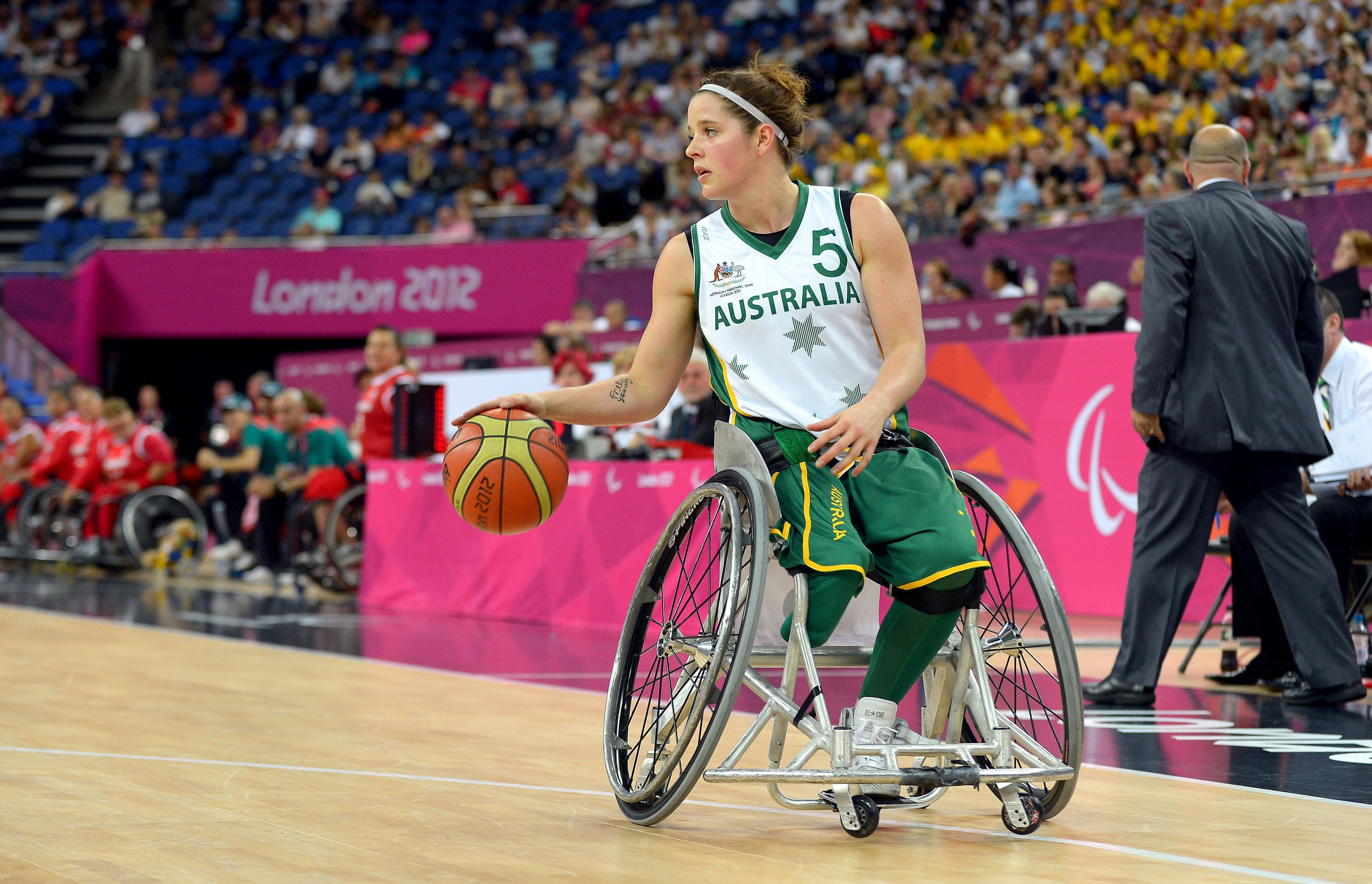
Cobi durante os Jogos Paralímpicos de Londres 2012.